# Nybrostrand
Nybrostrand est une localité de Suède dans la commune d'Ystad en Scanie.
Sa population était de 1 210 habitants en 2019.